# Krokeidet
Krokeidet is een plaats in de Noorse gemeente Bergen, provincie Vestland. Krokeidet telt 348 inwoners (2007) en heeft een oppervlakte van 0,55 km².